# Hypsoprora pileata
Hypsoprora pileata är en insektsart som beskrevs av Leon Fairmaire. Hypsoprora pileata ingår i släktet Hypsoprora och familjen hornstritar. Inga underarter finns listade i Catalogue of Life.